# Pyrrhopyge tatei
Espèce
Pyrrhopyge tatei est une espèce de lépidoptères (papillons) de la famille des Hesperiidae, de la sous-famille des Pyrginae, de la tribu des Pyrrhopygini et du genre Pyrrhopyge.

## Dénomination
Pyrrhopyge tatei a été nommé par Ernest Layton Bell (d) en 1932 sous le nom initial de Yanguna tatei.

### Nom vernaculaire
Pyrrhopyge tatei se nomme Tate's Firetip en anglais.

## Description
Pyrrhopyge tatei est un papillon au corps trapu noir, avec la tête (front et face) rouge et l'extrémité de l'abdomen orange. 
Les ailes sont de couleur bleu vert métallisé et les ailes antérieures sont barrées d'une bande orange partant du bord costal.

## Écologie et distribution
Pyrrhopyge tatei est présent au Venezuela,.

### Protection
Pas de statut de protection particulier.